# 아오모리현도 제16호선
16번 아오모리현도(일본어: 青森県道16号青森停車場線→아오모리현도 16호 아오모리 정차장선)는 아오모리현 아오모리시를 통과하고 있는 현도(주요 지방도)다.

## 개요
아오모리역에서는 4번 국도와 직접 연결된다.

### 노선 정보
- 총연장: 1,169 m
- 기점: 아오모리 정차장
- 종점: 아오모리시 혼초 1초메

## 연혁
- 1961년 2월 10일: 현도로 공식 인정
- 1993년 5월 11일: 건설성에서 기존의 현도인 아오모리 정차장선을 주요 지방도로 승격시켜서 주요 지방도 아오모리 정차장선으로 지정

## 노선 개황
- 중복 구간: 120번 아오모리현도 (기점 ~ 신마치 1초메)

## 지리

### 교차하는 도로
- 120번 아오모리현도
- 18번 아오모리현도(일본어판)
- 4번 국도

### 연선
- JR 동일본 / 아오이모리 철도 아오모리역
- JR 버스 도호쿠 아오모리 지점
- 아오모리 경찰서(일본어판)
- 호텔 루트인(일본어판)
- 미즈호 은행 아오모리 지점
- 무인양품
- 아오모리 은행 신마치지점
- 아키타 은행 아오모리지점
- 우토우 신사(일본어판)
- 일본 농림중앙금고(일본어판)